# Skarðsárbók
No confondre amb el còdex de lleis Skarðsbók
Skarðsárbók és un manuscrit islandès del segle xvii, una transcripció de Landnámabók obra de Björn Jónsson i anterior al contemporània coneguda com a Þórðarbók. L'obra es basa en les versions primerenques de Sturlubók i Hauksbók, també té una particular aportació que és molt semblant al capítol 18 de la saga de Kristni.